# R&S Retail Group
Dico International was een Nederlands beursgenoteerde onderneming actief in de productie van stalen bedden. Het bedrijf ging begin 2009 failliet Na een aantal jaren zonder activiteiten is de onderneming per 20 januari 2016 verdergegaan als R&S Retail Group. Per 18 januari 2017 is de naam van R&S Retail Group gewijzigd in FNG. Na het faillissement van FNG in augustus 2020 werden enkele merken apart verkocht. Het merendeel  van de activiteiten ging in oktober 2020 verder als NXT Fashion.

## Dico
De onderneming is in 1917 opgericht in Uden. De naam is een samenvoeging van de eerste twee letters van de achternamen van de families betrokken bij de twee bedrijven die aan de basis liggen: Diks en 'Coenen. De smeden Piet Diks en Mathijs van den Heuvel werken vanaf 1913 samen aan de verbetering van de machinale fabricage van Strohulzen. Vanaf 1914 adverteert P.M. Diks als machinefabrikant. Daarnaast fabriceert Piet Diks met Gerrit Coenen ook strohulzen. Uiteindelijk leidt dit in 1917 tot de oprichting van twee ondernemingen: de strohulzenfabriek Coenen en Co. en de machinefabriek onder de firma Diks & Van den Heuvel, waarin Piet Diks in beide firmant is. De twee firma's groeien naar elkaar toe, in 1935 volgt de volautomatische strohulzenmachine. Deze zet men alleen in de eigen strohulzenfabriek in: de concurrentie wordt verdrongen, maar voor de machinefabriek is minder emplooi. Als vervanging vindt koopt Diks & Van den Heuvel in 1937 een spiraalmachine en schakelt over op de productie van stalen beddenframes en staaldraadmatrassen. 
Na de Tweede Wereldoorlog beleeft de strohulzenfabricage nog een tijdelijke bloeiperiode, waarbij de in 1953 gevormde NV Diks en Coenen met de daaronder vallende machinefabriek een hoofdrol speelt. In 1957 werken er 196 personen.  

## Holding
Na de afbouw van de strohulzenfabricage (in 1962 stopgezet) blijft Diks en Coenen (1972: Dico BV) als fabrikant van bedmeubilair actief en succesvol. In 1975 bijvoorbeeld werken er 220 arbeid(st)ers in Uden die 400.00 bedden produceren. Daarnaast heeft het bedrijf sinds 1971 een nevenvestiging te Neeroeteren. In 1985 werken er 280 mensen in Uden naast 35 voor verkoop en service en 110 in Neeroeteren. Midden jaren negentig is Dico de grootste producent van metalen bedden in Europa. Productie vindt plaatsin Uden (Dico bv) en Neeroeteren (nv Dico Production). Daarnaast vervaardigt Van Gelder & Van Os International te Beneden-Leeuwen slaapkamermeubilair van MDF. Er is een wereldwijd eigen verkoop- en distributieorganisatie met vestigingen in Nederland, Frankrijk (1965), Duitsland (1967), Groot-Brittannië (1972), de VS (1983), Hong Kong (1988) en Italië (1989). Verder wordt samengewerkt distributeurs in 40 landen. Dat alles valt onder nv Dico International als houdstermaatschappij, sinds 1987 genoteerd aan de Amsterdamse Effectenbeurs. Een ongeveer gelijk aantal werknemers werkt dan in de binnenlandse als buitenlandse vestigingen, rond 250.  

## In vreemde handen
Dico blijft lang, tot 1990, een familiebedrijf met de families Diks en Coenen aan het roer.  In 1999 verwerft investeringsmaatschappij Manaus 59 procent van de aandelen. Naast Dico is er dan nog een ander beursgenoteerde Nederlandse onderneming op het gebied van bedden Beter Bed, in 1980 opgericht door de derde generatie van de oprichtersfamilie van Dico. In maart 2006 komt Dico in het nieuws door de sterke advisering tot aankoop van aandelen door vermogensbeheerder Geert Schaaij in het tv-programma van Harry Mens. Later blijkt dat Schaaij zelf daarvoor tegen een lage koers bij een onderhandse emissie aandelen Dico had ingeslagen.In juli 2007 neemt beleggersactivist Frans Faas met zijn beleggingsfonds Recalcio een groot belang in de onderneming. Het komt tot een conflict tussen Recalcio en Dico, de laatste eiste geld van de belegger om te kunnen overleven. Eind maart 2009 ging het bedrijf failliet. Na het faillissement bleef een lege beursgenoteerd onderneming over, in handen van de Nederlandse investeringsmaatschappij Value8 NV. Er werd gezocht naar een nieuwe bestemming waarbij een reverse listing uiteindelijk een mogelijkheid bood. 
Het voormalige DICO-terrein is tussen 2019 en 2023 herontwikkeld tot een nieuwbouwwijk, het Land van Dico. In deze wijk verwijzen de straatnamen Strohuls, Langspoor, Spiraal, Staaldraad en Fabriekslaan naar het verleden van DICO.

## R&S Retail
In november 2015 kocht R&S Retail Group, het moederbedrijf van de kledingwinkelketen Miss Etam, het lege beursfonds Dico International. R&S Retail wilde met een beursgang minimaal 16 miljoen euro ophalen voor meer acquisities en groei van de kledingverkopen via het internet. De beursgang vindt plaats via een omgekeerde overname waarbij R&S Retail Group formeel wordt overgenomen door Dico International. Dico nam de zaak over, maar was in handen van R&S Retail Group. Na het afronden van de transactie zou de Dico naam verdwijnen. Op 29 december 2015 hebben de aandeelhouders van Dico ingestemd met de plannen. R&S Retail Group ging zich richten op het verwerven van retail- en fashionketens en streefde naar een omzet van 120 miljoen euro in 2017. De beursnotering gaf de mogelijkheid kapitaal aan te trekken om de gewenste groei te financieren.
Per 20 januari 2016 is de naam Dico International gewijzigd in R&S Retail Group nv (R&S). Het tickersymbool op de aandelenbeurs is ook veranderd in RNS. De oud-Dico aandeelhouders hebben een klein aandelenbelang van ongeveer 4% in R&S Retail.

## FNG

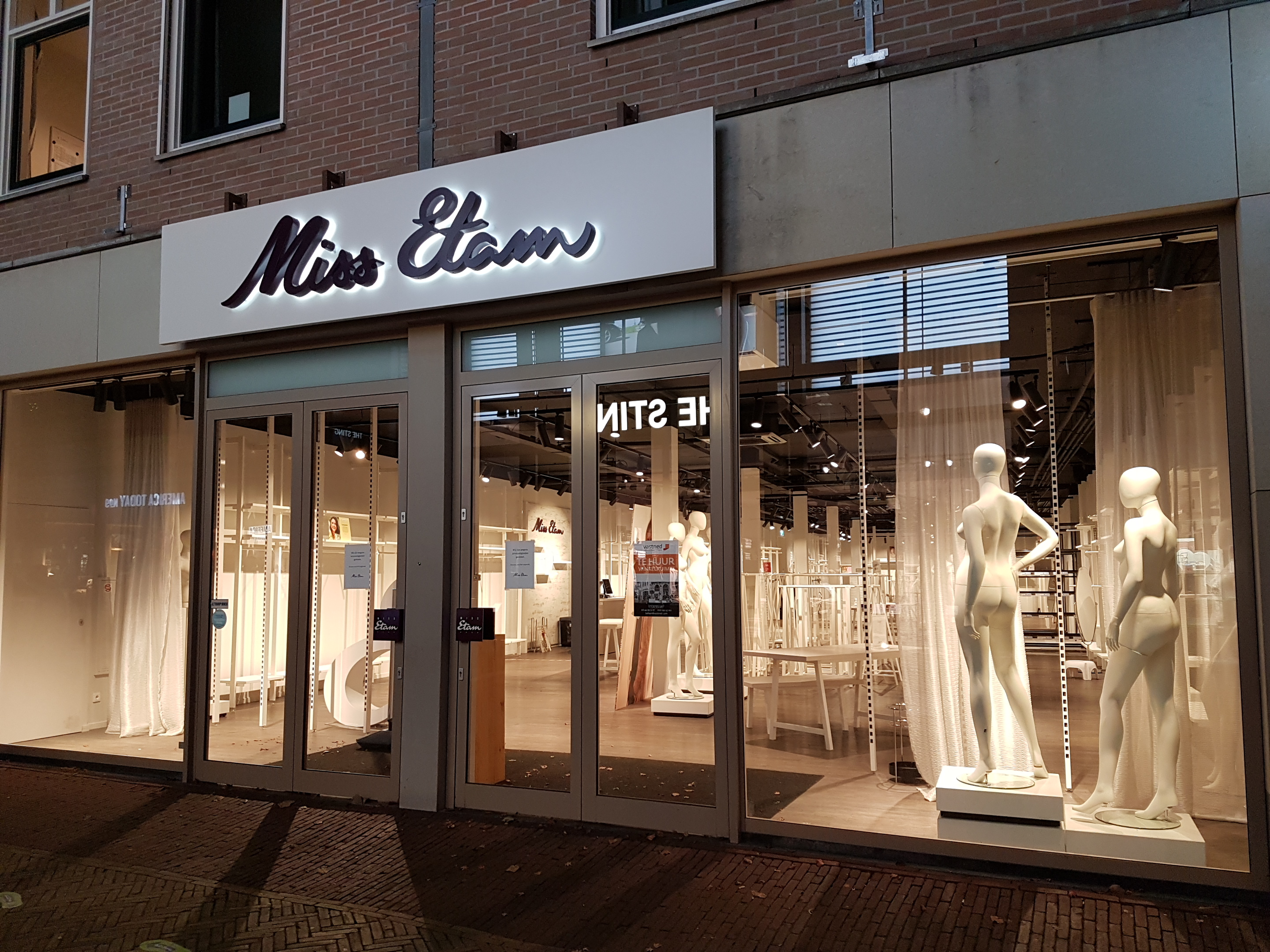
Een lege Miss Etamwinkel op 5 november 2020

Per 18 januari 2017 is de naam van R&S Retail Group gewijzigd naar FNG. Op 11 mei 2020 werd het beursaandeel van FNG NV, de Belgische moeder, geschorst. In augustus 2020 ging dit bedrijf failliet, maar zou de Nederlandse tak in september nog een doorstart kunnen maken.

## NXT Fashion
Miss Etam in oktober 2020 wordt overgenomen door NXT Fashion, maar in dezelfde maand werden er toch diverse winkels van Miss Etam leeggehaald, en wordt een onderzoek gestart naar het faillissement van de FNG Group en de rol van de curator.  Op 8 februari 2021 vroeg NXT Fashion uitstel van betaling aan.